# Mirachowo (osada leśna)
Mirachowo – osada leśna w Polsce, położona w województwie pomorskim, w powiecie kartuskim, w gminie Kartuzy.
W latach 1975–1998 miejscowość administracyjnie należała do województwa gdańskiego.
W pobliżu zabudowań pomnik przyrody – świerk o wysokości około 27 m, obwodzie 3,5 m i wieku około 200 lat.
Osada wchodzi w skład sołectwa Mirachowo.